# Jelle van der Meulen
Jelle van der Meulen (* November 1950) ist ein niederländischer anthroposophischer Autor.

## Leben
Jelle van der Meulen wurde im November 1950 in den Niederlanden als Sohn eines Gewerkschaftsfunktionärs geboren. Schon als Jugendlicher nahm er jede Gelegenheit wahr, anthroposophische Werke zu studieren. Er ist Vater von vier Kindern. Zwölf Jahre lang war er Mitarbeiter bei der niederländischen anthroposophischen Zeitschrift Jonas, dort zuletzt als Chefredakteur. Seine weitere Tätigkeit erfolgte als Vortragsredner, Publizist und Herausgeber im Rahmen der niederländischen Rudolf-Steiner-Edition. Zugleich war Jelle van der Meulen auch Chefredakteur der niederländischen Zeitschrift für Mitglieder der Allgemeinen Anthroposophischen Gesellschaft Motief.
Van der Meulen gab die posthum erschienene Schrift Über die Rettung der Seele von Bernard Lievegoed heraus. Zu ihr hielt van der Meulen über einige Jahre hinweg Vorträge, beginnend auf der griechischen Insel Santorini. (Eine Übertragung der Ur-Vorträge auf der Insel Santorini in das Hochdeutsche übernahm Wolfgang Garvelmann; allerdings sind diese Vorträge nicht im Buchhandel erhältlich). Aus dieser und artverwandten Tätigkeiten erwuchs die Elias-Initiativgemeinschaft e.V., Flensburg, deren Mitbegründer Jelle van der Meulen war.
Es folgte die Sozialarbeit in den Armenvierteln von Lima/Peru. Dort wurde Jelle van der Meulen Mitarbeiter der Initiative Aynimundo. Seit dem Jahre 2000 lebt er als Journalist und freier Berater in Köln. Dort war er (zusammen mit Michael Schmock) Mitbegründer der Firma für Anthroposophie und ist derzeit Dozent und Leiter des Waldorferzieher-Seminars in Köln.

## Schriften
- Durch das Nadelöhr. Bernard Lievegoed im Interview mit Jelle van der Meulen, Vlg. Freies Geistesleben, Stuttgart 1992
- (als Herausgeber): Bernard Lievegoed, Über die Rettung der Seele. Das Zusammenwirken dreier großer Menschheitsführer. Freies Geistesleben, Stuttgart 1993
- Der Aufruf Bernard Lievegoeds. Auf der Suche nach den Wurzeln der Anthroposophie und ihrer Zukunft. Jelle van der Meulen über Bernard Lievegoed, Santorini Mai 1994 (aus dem niederländischen von Wolfgang Garvelmann), Manuskriptdruck 1995
- Mittendrin – Anthroposophie hier und jetzt, Urachhaus Vlg., Stuttgart 1997
- Und so weiter – Anthroposophie als Weg zum Gral, Urachhaus Vlg., Stuttgart 1998
- (mit weiteren Autoren): Ohne deine Wunde – Wo bliebe deine Kraft? Ein Arbeitsbuch der ELIAS-Initiativgemeinschaft, Malpertius Editions, NL-Spijkenisse 2005
- Herzwerk – Über die Lüge, den Abgrund und die Liebe, Urachhaus Vlg., Stuttgart 2006
- Armut als Schicksal. Über die Armut in Peru und die Not Europas, Urachhaus Vlg., Stuttgart 2007
- Der Ruf der Freundschaft. Auf dem Weg zu einer Kultur des Herzens, Info3-Vlg., Frankfurt a. M. 2016